# Cariblattoides matogrossensis
Cariblattoides matogrossensis är en kackerlacksart som beskrevs av Rocha e Silva 1958. Cariblattoides matogrossensis ingår i släktet Cariblattoides och familjen småkackerlackor. Inga underarter finns listade.